# 約拿坦·威廉姆斯
乔纳森·彼得·威廉姆斯（英語：Jonathan Peter Williams；1993年10月9日—）是一位威爾士足球運動員。在場上的位置是中場。現效力於英乙球隊吉林汉姆，曾效力於水晶宫。他也代表威爾士國家足球隊參賽。

## 外部連結
- Jonathan Williams player profile （页面存档备份，存于） at cpfc.co.uk
- 足球数据库：約拿坦·威廉姆斯的球员统计数据